# Sommer-Paralympics 2024/Teilnehmer (Luxemburg)
| stlisierte Goldmedaille | stlisierte Silbermedaille | stlisierte Bronzemedaille |
| ----------------------- | ------------------------- | ------------------------- |
| —                       | —                         | 1                         |

Luxemburg entsandte bei seiner Teilnahme eine Athletin und einen Athleten zu den Paralympischen Sommerspielen 2024 in Paris. Als Fahnenträger bei der Eröffnungsfeier wurden Katrin Kohl und Tom Habscheid ausgewählt.

## Teilnehmer nach Sportart

### Leichtathletik
| Athleten      | Klassifizierung | Wettbewerb(e) | Zeit/Weite | Rang   |
| ------------- | --------------- | ------------- | ---------- | ------ |
| Frauen        |                 |               |            |        |
| Katrin Kohl   | T54             | 100 m         | 20,39 sek  | 13     |
| Männer        |                 |               |            |        |
| Tom Habscheid | F63             | Kugelstoßen   | 14,97 m    | Bronze |